# Phaenodictyon nigropictum
Phaenodictyon nigropictum är en insektsart som beskrevs av Ronald Gordon Fennah 1957. Phaenodictyon nigropictum ingår i släktet Phaenodictyon och familjen Dictyopharidae. Inga underarter finns listade i Catalogue of Life.